# Larsgaddane
Larsgaddane är en kulle i Antarktis. Den ligger i Östantarktis. Norge gör anspråk på området. Toppen på Larsgaddane är 1 720 meter över havet, eller 116 meter över den omgivande terrängen. Bredden vid basen är 2,9 km.
Terrängen runt Larsgaddane är huvudsakligen platt, men åt sydost är den kuperad. Trakten är obefolkad. Det finns inga samhällen i närheten. 